# دولیکوسور
دولیکوسور(نام علمی: Dolichosaurus) نام یک سرده از راسته پولک‌داران است.